# Jan Guillou
Jan Oskar Sverre Lucien Henri Guillou (Södertälje, Stockholm megye, 1944. január 17. –) svéd író, újságíró.

## Pályafutása

### Családja és tanulmányai
Jan Guillou, Charles és Marianne Guillou (sz. Botolfsen) fiaként született. Az anyja egy gazdag norvég családból származik, az apja francia származású, és úgy jött Svédországba, mint a stockholmi francia nagykövetség gondnokának a fia. Mivel az apja francia állampolgár volt, Guillou születésekor megkapta a francia állampolgárságot. 1975 óta svéd állampolgár.
Szülei elváltak, amikor Guillou apja elköltözött Helsinkibe, ahova nagyapját áthelyezték a finnországi francia nagykövetségre. Az anyja újra férjhez ment.
Guillou kiváltságos körülmények között nőtt fel, az anyjával és annak új férjével, a Saltsjöbaden és Näsby Park-ban, Stockholmon kívül.
A Vasa Reálgimnáziumban tanult Stockholmban, de kizárták az iskolából rossz magaviselet miatt (többek között volt fizikai bántalmazás, lopás és zsarolás). Ezután tanulmányait két évig a Solbacka bentlakásos iskolában folytatta, ahonnan szintén kizárták. Az érettségi vizsgáját a Viggbyholm bentlakásos gimnáziumban tette le 1964-ben.
Guillou ezt az időszakot, a folyamatos fizikai bántalmazást a szadista mostohaapja által, és a durva bánásmódot az Solbacka iskolában a félig önéletrajzi regényében, az Ondskan-ban örökítette meg (1981). A regényt 2003-ban megfilmesítették (Könyörtelenek címmel). Guillou könyveinek igazságtartalmát, különösen a Ondskan regényét, megkérdőjelezte többek között az anyja, a féltestvére, néhány tanár és iskolatársa.

### Újságírói karrier
Újságírói pályafutását mint riporter kezdte a FIB aktuellt magazinnál 1960-ban. Az itt eltöltött idő képezi részben az alapját „Det stora avslöjandet” című szatirikus regényének (A nagy leleplezés), amit 1974-ben adtak ki.
Azután különböző baloldali és szolidaritásmozgalmi kiadványoknak írt, elsősorban a Folket i Bild-nek (A nép képekben). 1973-ban Peter Bratt-tal együtt közöltek egy cikksorozatot az IB-ről, Informationsbyrån (titkos része a svéd katonai hírszerzésnek). Ez vezetett az úgynevezett IB-ügyhöz. A szerepéért a leleplezésben kémkedés vádjával 10 hónapi börtönbüntetésre ítélték.
1984-ben megkapta a Stora Journalistpris-et (Nagy Újságíródíj), mivel a cikkei hozzájárultak Keith Cederholm felmentéséhez.
2000-2004 között Guillou a Publicistklubben (Svéd Sajtóklub) elnöke volt.

### TV-karrier
Guillou volt a házigazdája a Magazine (1981-1984), Record Magazine tévéműsoroknak (az utolsó évben Göran Skytte-vel), valamint a Grabbarna på Fagerhult (A srácok Fagerhultban) (Leif GW Persson-nal és Pär Lorentzon-nal közösen). Gyakori vendége különböző talk show műsoroknak a svéd televízióban és a TV4-en.
2004 januárjában mutatták be az ötrészes Arns rike (Arn Királysága) című tv-dokumentumfilmet, arról az időkről a svéd történelemben, amelyikben a könyvsorozat Arn Magnussonról játszódik. 2005 decemberében mutatták be tv-dokumentumfilm sorozatát Häxornas tid (Boszorkányok ideje) ami Guillou Häxornas försvarare (Boszorkányok védője) című könyvén alapszik.
Ő és társszerzője, Henning Mankell (Wallander könyvek szerzője) saját magukat játszották a Talismanen televíziós sorozatban, amit 2003-ban sugároztak a TV4-en.

## Munkássága
Guillou legismertebb könyvei a Carl Hamilton svéd hírszerző tisztről írt sorozat. Egy rövidebb sorozat a kereszteslovag Arn Magnusson-ról is nagy példányszámban kelt el. A részben önéletrajzi regényéért Ondskan (Könyörtelenek), sok kritikát kapott az erőszakos tartalma miatt. 2000-ben megalakították Sigge Sigfridssonnal, Liza Marklunddal és feleségével, Ann-Marie Skarppal együtt a Piratförlaget (Kalózkiadó) nevű kiadót.

## A nézetei és politikai álláspontja
Guillou az 1990-es évek elejétől rendszeresen ír krónikákat Aftonbladet-nek. Guillou arról ismert, hogy ellentmondásos témákról ír. Néhány ilyen kérdés a svéd terrortörvények, a justizmord a férfival szemben, akit gyermekek szexuális zaklatásával vádoltak. Jan Guillou tüntetően visszautasította, hogy részt vegyen egy megemlékezésen az emberekre, akiket a New York-i terrortámadáskor öltek meg 2001. szeptember 11-én. "Tiszta képmutatás" és "ízléstelen", mondta Jan Guillou róla: "Az Egyesült Államok megölt hárommillió embert Vietnamban és kétmilliót Irakban. Ezért az ötmillió halottért nem tartottak még öt másodperc csenddel való megemlékezést egy könyvvásáron sem". Az 1960-as és 1970-es években Guillou csatlakozik a Clarté maoista szervezethez. Hat hónapig tagja az akkori svéd kommunista pártnak, de kizárták a pártból, miután nem volt hajlandó fizetni a havi tagsági díjat arra az időszakra, amikor külföldön élt. Ma csak szocialistának vallja magát. A késő 1960-as években kapcsolata volt a KGB-vel, saját bevallása szerint azért, hogy nyilvánosságra hozza a KGB kémkedését Svédországban. Guillou már régóta elkötelezte magát az izraeli-palesztin konfliktusban a palesztinok oldalán, és többször hasonlította Izraelt a korábbi apartheid Dél-Afrikához. Guillou bírálta többek között a svéd antiszemitizmus elleni bizottság tevékenységét is. Bírálta, hogy néhány újságíró, híresség és újság túl nagy szerepet juttat a nemek, a szexuális irányultság és a szexuális élményeknek a nyilvánosság előtt. Egy interjúban a homoszexualitás a társadalomban az idők folyamán téma kapcsán, azt nyilatkozta: "A homoszexualitás inkább divatos jelenség, mint amennyire az ember annak születik. Ez olyan dolog, ami jön és megy a történelemben."

## Családi és a magánélete
Jan Guillou korábban az író és műfordító Marina Stagh-gal élt, akivel két gyereke van, fia Dan (1970), és lánya Ann Linn (1972). Több évi együttélés után 2010-ben feleségül vette Ann-Marie Skarpot. Jelenleg Stockholm központjában, valamint a Flybo birtokán, Roslagenben él.
Több vállalkozása van a sajtó terén:
- Achilles Art o Media Kft.
- Palco Média Kft.
- Piratförlaget Holding Kft/ Piratförlaget Kft.

## Művei

### Carl Hamilton regények
- 1986 – Coq Rouge – berättelsen om en svensk spion
- 1987 – Den demokratiske terroristen
- 1988 – I nationens intresse
- 1989 – Fiendens fiende
- 1990 – Den hedervärde mördaren
- 1991 – Vendetta
- 1992 – Ingen mans land
- 1993 – Den enda segern
- 1994 – I hennes majestäts tjänst
- 1995 – En medborgare höjd över varje misstanke

Különálló folytatás
- 1995 – Hamlon
- 2006 – Madame Terror
- 2008 – Men inte om det gäller din dotter

### Arn Magnusson regények
- 1998 – Vägen till Jerusalem
- 1999 – Tempelriddaren
- 2000 – Riket vid vägens slut

Különálló folytatás
- 2001 – Arvet efter Arn

### Polisintendent Eva Johnsén-Tanguy regények
- 2004 – Tjuvarnas marknad (A tolvajok vására)
- 2007 – Fienden inom oss (Az ellenség magunkban)
- 2008 – Men inte om det gäller din dotter (De akkor nem ha a lányodról van szó)

### Det stora århundradet (A nagyszerű évszázad) regénysorozat
- 2011 – Brobyggarna (A hídépítők)
- 2012 – Dandy (Aranyifjú)
- 2013 – Mellan rött och svart (Piros és fekete között)
- 2014 – Att inte vilja se (Szemet hunyni)
- 2015 – Blå stjärnan (Kék csillag)
- 2016 – Äkta amerikanska jeans (Valódi amerikai jeans)
- 2017 – 1968
- 2018 – De som dödar drömmar sover aldrig (Akik álmokat ölnek sohasem alszanak)
- 2019 – Den andra dödssynden (A második főbűn)
- 2020 – Slutet på historien (A történet vége)

### Egyéb regények
- 1971 – Om kriget kommer (Ha jön a háború)
- 1974 – Det stora avslöjandet (A nagy leleplezés)
- 1981 – Ondskan (Könyörtelenek)
- 1990 – Gudarnas Berg (Az istenek hegye – Guillou egyetlen ifjúsági regénye)

### Egyéb könyvek
- 1975 – Handbok för rättslösa
- 1976 – Journalistik
- 1977 – Irak – det nya Arabien (társszerző Marina Stagh)
- 1979 – Artister. Intervjuer och porträtt (társszerző Jan Håkan Dahlström)
- 1979 – Reporter
- 1982 – Berättelser från det Nya Riket (társszerző Göran Skytte)
- 1983 – Justitiemord. Fallet Keith Cederholm
- 1984 – Nya berättelser. Från Geijer till Rainer (társszerző Göran Skytte)
- 1989 – Reporter (átdolgozott)
- 1990 – Åsikter
- 1990 – Stora machoboken (társszerző Pär Lorentzon och Leif G.W. Persson)
- 1991 – Berättelser
- 1991 – Grabbarnas stora presentbok (társszerző Pär Lorentzon és Leif G.W. Persson)
- 1992 – Grabbarnas kokbok (társszerző Leif G.W. Persson)
- 1996 – Svenskarna, invandrarna och svartskallarna
- 1996 – Om jakt och jägare – Från Fagerhult till Sibirien (társszerző Leif G.W. Persson)
- 2002 – Häxornas försvarare
- 2003 – På jakt efter historien: Spioner, reportage, riddare och häxor
- 2005 – Kolumnisten
- 2009 – Ordets makt och vanmakt

### Filmek, tv-filmek
- 1980 – Genombrottet
- 1984 – Vargen
- 1989 – Täcknamn Coq Rouge
- 1989 – Förhöret (TV-film)
- 1989 – Den demokratiske terroristen (tv-sorozat társszerző Humberto López y Guerra)
- 1990 – Fiendens fiende
- 1992 – Den demokratiske terroristen (Beépített terroristák)
- 1995 – Vendetta
- 1995 – Vendetta
- 1995 – Tribunal
- 1998 – Hamilton
- 2001 – Hamilton
- 2003 – Ondskan (Könyörtelenek)
- 2007 – Arn – Tempelriddaren (Arn, a templomoslovag)
- 2008 – Arn – Riket vid vägens slut
- 2012 – Hamilton – I nationens intresse
- 2014 – Men inte om det gäller din dotter

### Tévésorozatok
- Guillou på jakt (1999)
- Häxornas tid
- Den demokratiske terroristen (társszerző Humberto López y Guerra)
- Arns rike
- Talismanen (társszerző Henning Mankell)
- Den vite riddaren (társszerző Leif G.W. Persson)
- Anna Holt (társszerző Leif G.W. Persson)
- Guillou på jakt (2012)

## Magyarul
- Könyörtelenek; ford. Dobosi Beáta; Animus, Bp., 2016

## Díjak és kitüntetések
- 1984 – Stora Journalistpriset (A nagy újságíró díj)
- 1984 – Aftonbladets TV-pris
- 1988 – Bästa svenska kriminalroman (A legjobb svéd krími – I nationens intresse)
- 1990 – Prix France Culture (legjobb franciára fordított regény – Ondskan)
- 1998 – SKTF:s pris-årets författare (Az év írója)
- 2000 – Årets bok-Månadens boks litterära pris (A Könyvhét irodalmi díja)
- 2014 – Jan Myrdals stora pris – Leninpriset (kultúra díj)
- 2016 – Axel Liffner-stipendium

## Fordítás
- Ez a szócikk részben vagy egészben  a   Jan Guillou című svéd Wikipédia-szócikk fordításán alapul.  Az eredeti cikk szerkesztőit annak laptörténete sorolja fel. Ez a jelzés csupán a megfogalmazás eredetét és a szerzői jogokat jelzi, nem szolgál a cikkben szereplő információk forrásmegjelöléseként.
- Ez a szócikk részben vagy egészben  a   Jan Guillou című angol Wikipédia-szócikk fordításán alapul.  Az eredeti cikk szerkesztőit annak laptörténete sorolja fel. Ez a jelzés csupán a megfogalmazás eredetét és a szerzői jogokat jelzi, nem szolgál a cikkben szereplő információk forrásmegjelöléseként.